# Hjalmar Peters
Per Emil Hjalmar Peters, ursprungligen Petersson, född 17 oktober 1875 i Hudiksvall, död 18 juni 1939 i Matteus församling, Stockholm, var en svensk skådespelare och regissör.
Han var gift första gången från 1900 med skådespelaren Svea Asklöf, andra gången från 1929 med skådespelaren Gunhild Lindholm (1875–1966). Peters är begravd på Norra begravningsplatsen utanför Stockholm.

## Filmografi i urval
- 1919 – Ett farligt frieri
- 1919 – Synnöve Solbakken
- 1919 – Sången om den eldröda blomman
- 1919 – Ingmarssönerna
- 1925 – Ett köpmanshus i skärgården
- 1929 – Den starkaste
- 1931 – Generalen
- 1932 – Landskamp
- 1933 – Kanske en diktare
- 1935 – Järnets män
- 1935 – Swedenhielms
- 1935 – Valborgsmässoafton
- 1937 – Konflikt
- 1937 – Bergslagsfolk
- 1938 – Du gamla du fria
- 1938 – Med folket för fosterlandet
- 1938 – Storm över skären
- 1938 – Pengar från skyn

### Regi och filmmanus
- 1925 – Ett köpmanshus i skärgården

## Teater

### Roller (ej komplett)
| År   | Roll                           | Produktion                                                                          | Regi                      | Teater                   |
| ---- | ------------------------------ | ----------------------------------------------------------------------------------- | ------------------------- | ------------------------ |
| 1920 |                                | Barken Margareta (Barken ”Margarethe” af Danmark) Christian Bogø och J. Ravn-Jensen |                           | Folkteatern              |
| 1921 | Per Landström, f.d. vagnmakare | Vagnmakarns frieri Hjalmar Peters                                                   | Hjalmar Peters            | Folkteatern              |
| 1923 |                                | Inspektorn på Siltala Hjalmar Procopé                                               | Hjalmar Peters            | Folkteatern              |
| 1923 |                                | Sömngångerskan (She Walked In Her Sleep) Mark Swan                                  | Hjalmar Peters            | Folkteatern              |
| 1923 | Alfred Sörensen, advokat       | Svärmor i klämma (Svigermor) Alfred Aatoft                                          | Hjalmar Peters            | Folkteatern              |
| 1924 | Grip, fil. dr, agent           | Högsta vinsten Hjalmar Peters                                                       | Hjalmar Peters            | Folkteatern              |
| 1924 | Herr Pascal                    | Fröken Pascal (Mademoiselle Pascal) Martial Piéchaud                                | Gerda Lundequist-Dalström | Helsingborgs stadsteater |
| 1924 | Herr X                         | Paria August Strindberg                                                             | Hjalmar Peters            | Helsingborgs stadsteater |
| 1924 | Pastor Frank Thomson           | Till främmande hamn (Outward Bound) Sutton Vane                                     | Torsten Hammarén          | Helsingborgs stadsteater |
| 1924 | Ola i Gyllby Löpar-Nisse       | Värmlänningarna Fredrik August Dahlgren och Andreas Randel                          | Hjalmar Peters            | Helsingborgs stadsteater |
| 1925 | Direktör Dubois                | Dagens hjälte Carlo Keil-Möller                                                     | Torsten Hammarén          | Helsingborgs stadsteater |
| 1925 | Kreon                          | Antigone (Ἀντιγόνη, Antigone) Sofokles                                              | Gerda Lundequist-Dalström | Helsingborgs stadsteater |
| 1925 | Rektor Brandt                  | Thora van Deken (Thora van Deeken) Henrik Pontoppidan och Hjalmar Bergstrøm         | Gerda Lundequist-Dalström | Helsingborgs stadsteater |
| 1927 | Henrik Sundström               | Vackra Ville Hans Brask                                                             | Gustaf Edgren             | Lilla Folkteatern        |
| 1931 | Inspektorn                     | Hans nåds testamente Hjalmar Bergman                                                | Per Lindberg              | Vasateatern              |
| 1931 |                                | Skomakarkaptenen i Köpenick (Der Hauptmann von Köpenick) Carl Zuckmayer             | Per Lindberg              | Vasateatern              |
| 1931 | Sagisaka                       | En japansk tragedi (The Faithful) John Masefield                                    | Per Lindberg              | Konserthusteatern        |
| 1932 | Montague                       | Till Hollywood (Merton of the Movies) George S. Kaufman och Marc Connelly           | Gösta Ekman               | Vasateatern              |
| 1932 | Källarmästaren                 | Kanske en diktare Ragnar Josephson                                                  | Gösta Ekman               | Vasateatern              |
| 1932 | Farfar Meng                    | Patrasket Hjalmar Bergman                                                           | Gösta Ekman               | Vasateatern              |
| 1932 | Peder Jensen Bögedal           | Mästerkatten i stövlarna (Den bestøvlede Kat) Palle Rosenkrantz                     | Gösta Ekman               | Vasateatern              |
| 1932 | Burgess                        | Candida George Bernard Shaw                                                         | Gösta Ekman               | Vasateatern              |
| 1932 | Dan MacCorn                    | Broadway Philip Dunning och George Abbott                                           | Mauritz Stiller           | Vasateatern              |
| 1933 | Medverkande                    | Domaredansen Erik Lindorm                                                           | Per-Axel Branner          | Vasateatern              |
| 1933 |                                | I de bästa familjer (In The Best Of Families) Anita Hart och Maurice Braddell       | Gösta Ekman               | Vasateatern              |
| 1933 | Joe Stengel                    | Middag kl. 8 (Dinner at Eight) George S. Kaufman och Edna Ferber                    | Gösta Ekman               | Vasateatern              |
| 1933 | Claude Tibère                  | Banken (La Banque Nemo) Louis Verneuil                                              | Hjalmar Peters            | Vasateatern              |
| 1934 | Claudius                       | Hamlet William Shakespeare                                                          | Per Lindberg              | Vasateatern              |
| 1934 | En jude                        | Långfredag (Good Friday) John Masefield                                             | Per Lindberg              | Vasateatern              |
| 1934 | Teatervaktmästaren             | Natten till den 17:de april (Tűzmadár) Lajos Zilahy                                 | Gunnar Olsson             | Vasateatern              |
| 1934 | Skoflickargubben               | Bödeln Pär Lagerkvist                                                               | Per Lindberg              | Vasateatern              |
| 1935 | Adolf Kürschner                | Karriär-karriär (A szerencse fia) Gábor Drégely                                     | Gösta Ekman               | Vasateatern              |
| 1935 | Brandt                         | En förtjusande fröken (Bezauberndes Fräulein) Ralph Benatzky                        | Gösta Ekman               | Vasateatern              |
| 1938 |                                | Gösta Berlings saga Selma Lagerlöf                                                  | Johan Falck               | Riksteatern              |

### Regi (ej komplett)
| År   | Produktion                             | Upphovsmän                                                  | Teater                      |
| ---- | -------------------------------------- | ----------------------------------------------------------- | --------------------------- |
| 1917 | Uppgörelsens timme Die ledige Mutter   | Paul Zoder                                                  | Folkets teater              |
| 1917 | 500 procent                            | Egill Rostrup och Johannes Anker Larsen                     | Folkets teater              |
| 1917 | Morbrors pojke                         | William Lorentzen                                           | Folkets teater              |
| 1917 | Hobsons dilemma Hobson's Choice        | Harold Brighouse                                            | Folkets teater              |
| 1917 | Åkare Henschel Fuhrmann Henschel       | Gerhart Hauptmann                                           | Folkets teater              |
| 1917 | Panelhöns                              | Oscar Blumenthal och Gustav Kadelburg                       | Folkets teater              |
| 1918 | De svagas förbund Bund fun di shvakhe  | Sholem Asch                                                 | Folkets teater              |
| 1918 | Malenas bröllop Rasmines bryllup       | Axel Frische och Robert Schönfeld                           | Folkets teater              |
| 1918 | En kärlekssaga från Västkusten         | Nanna Wallensteen                                           | Folkets teater              |
| 1918 | Panelhöns                              | Oscar Blumenthal och Gustav Kadelburg                       | Folkets teater              |
| 1918 | Dyckerpotts arvingar Dyckerpotts Erben | Robert Grötsch                                              | Folkets teater              |
| 1918 | Morgongryning                          | Hjalmar Meidell                                             | Folkets teater              |
| 1919 | Skomakarprinsessan                     | Walter Stenström                                            | Folkets teater              |
| 1919 | Gamla Gästis Gamle Postgaard           | Axel Frische och Henrik Malberg                             | Folkets teater              |
| 1919 | Hin och smålänningen                   | Frans Hedberg                                               | Folkets teater              |
| 1921 | Vagnmakarns frieri                     | Hjalmar Peters                                              | Folkteatern                 |
| 1921 | Hemslavinnor Den ny husassistent       | Christian Bogø och Axel Frische Översättning Knut Nyblom    | Folkteatern                 |
| 1923 | Inspektorn på Siltala                  | Hjalmar Procopé                                             | Folkteatern                 |
| 1923 | Sömngångerskan                         | Mark Swan                                                   | Folkteatern                 |
| 1923 | Svärmor i klämma                       | Alfred Aatoft                                               | Folkteatern                 |
| 1923 | Jazzflugan                             | Sven Rune                                                   | Folkteatern                 |
| 1924 | Högsta vinsten                         | Hjalmar Peters                                              | Folkteatern                 |
| 1924 | Hans rätta hustru Limousine            | Jacques Bousquet och Henri Falk Översättning Einar Fröberg  | Helsingborgs stadsteater    |
| 1924 | Främlingen Limousine                   | Paul Armont och Louis Verneuil Översättning Torsten Kumlien | Helsingborgs stadsteater    |
| 1924 | Paria                                  | August Strindberg                                           | Helsingborgs stadsteater    |
| 1924 | Värmlänningarna                        | Fredrik August Dahlgren och Andreas Randel                  | Helsingborgs stadsteater    |
| 1928 | Österlunds Hanna                       | Frans Hedberg                                               | Tantolundens friluftsteater |
| 1933 | Banken                                 | Louis Verneuil                                              | Vasateatern                 |